# Lithograf

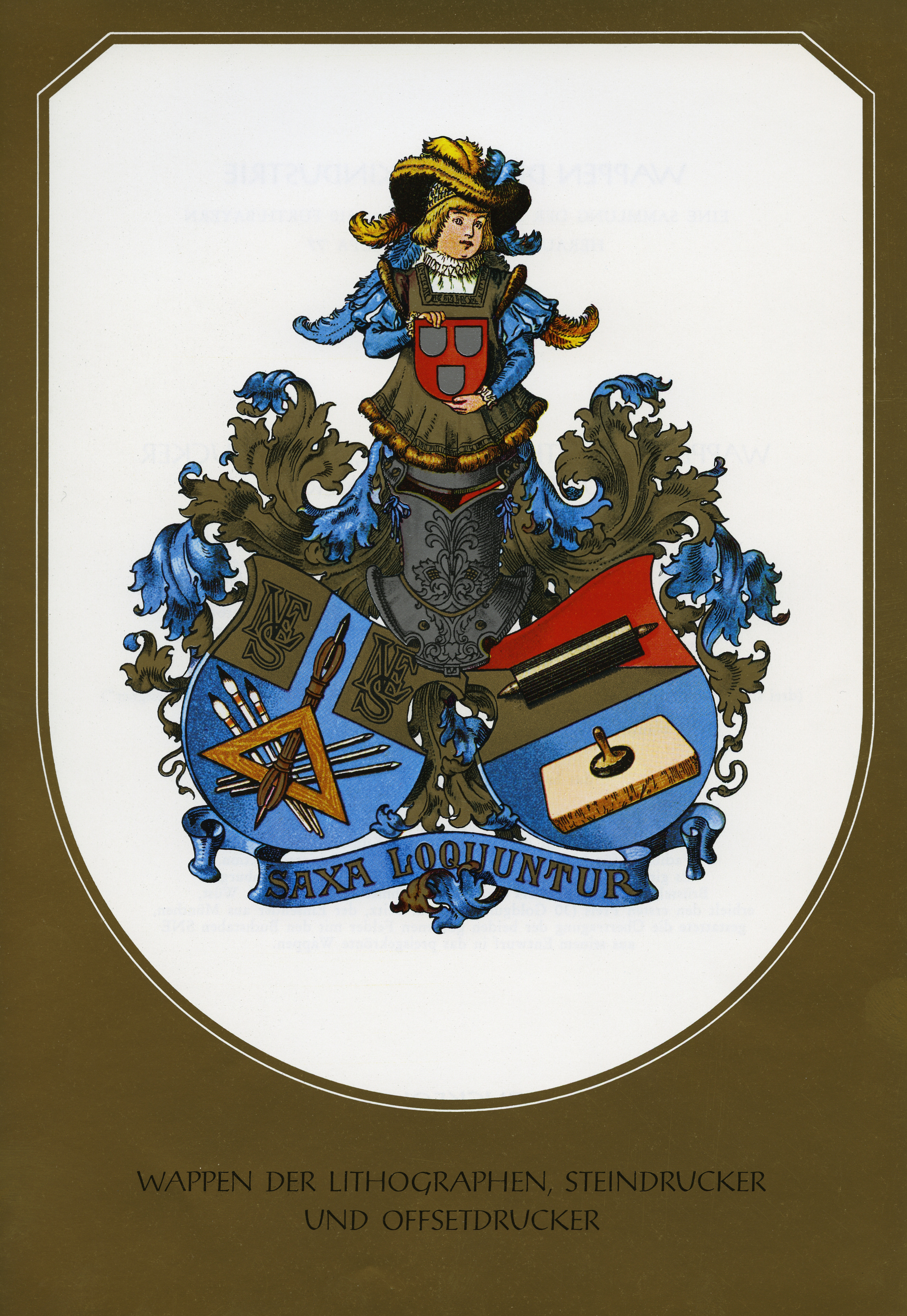
Wappen der Lithographen, Steindrucker und Offsetdrucker

Lithograf oder Lithograph (von altgriechisch λίθος lithos ‚Stein‘ und γράφειν grafein ‚schreiben‘) ist ein ehemaliger Beruf aus der Drucktechnik. Die Aufgabe eines Lithografen war, eine der Druckvorlage möglichst genau entsprechende Reproduktion auf den Lithografiestein zu übertragen. Ein Lithograf war also jemand, der die zu druckenden Texte und Bilder auf einem Lithografiestein manuell und seitenverkehrt anfertigte. Vom Stein zu drucken war die Aufgabe des Steindruckers; der Druck selbst wiederum wurde Lithografie genannt.

## Anforderungen und Techniken

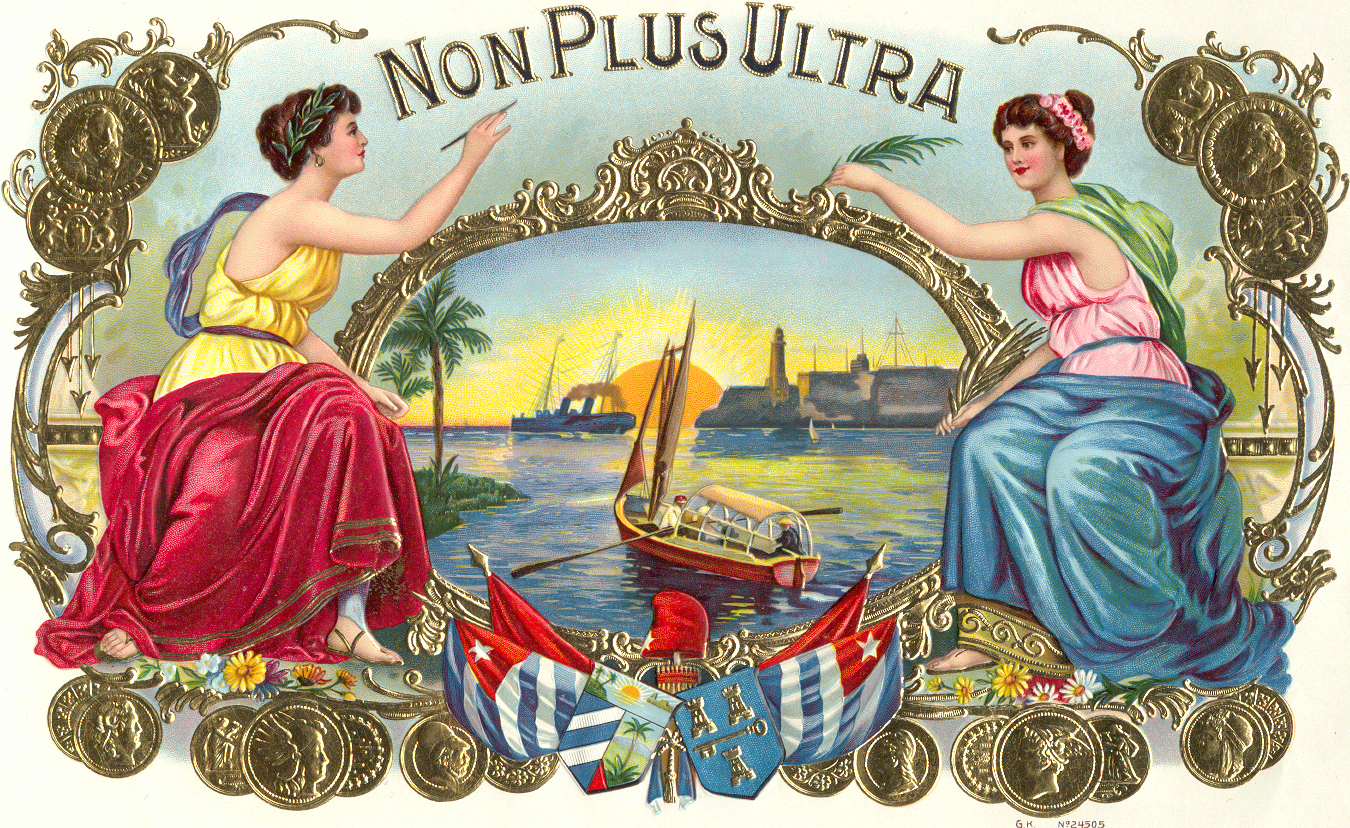
Chromolithografie in Federpunktmanier

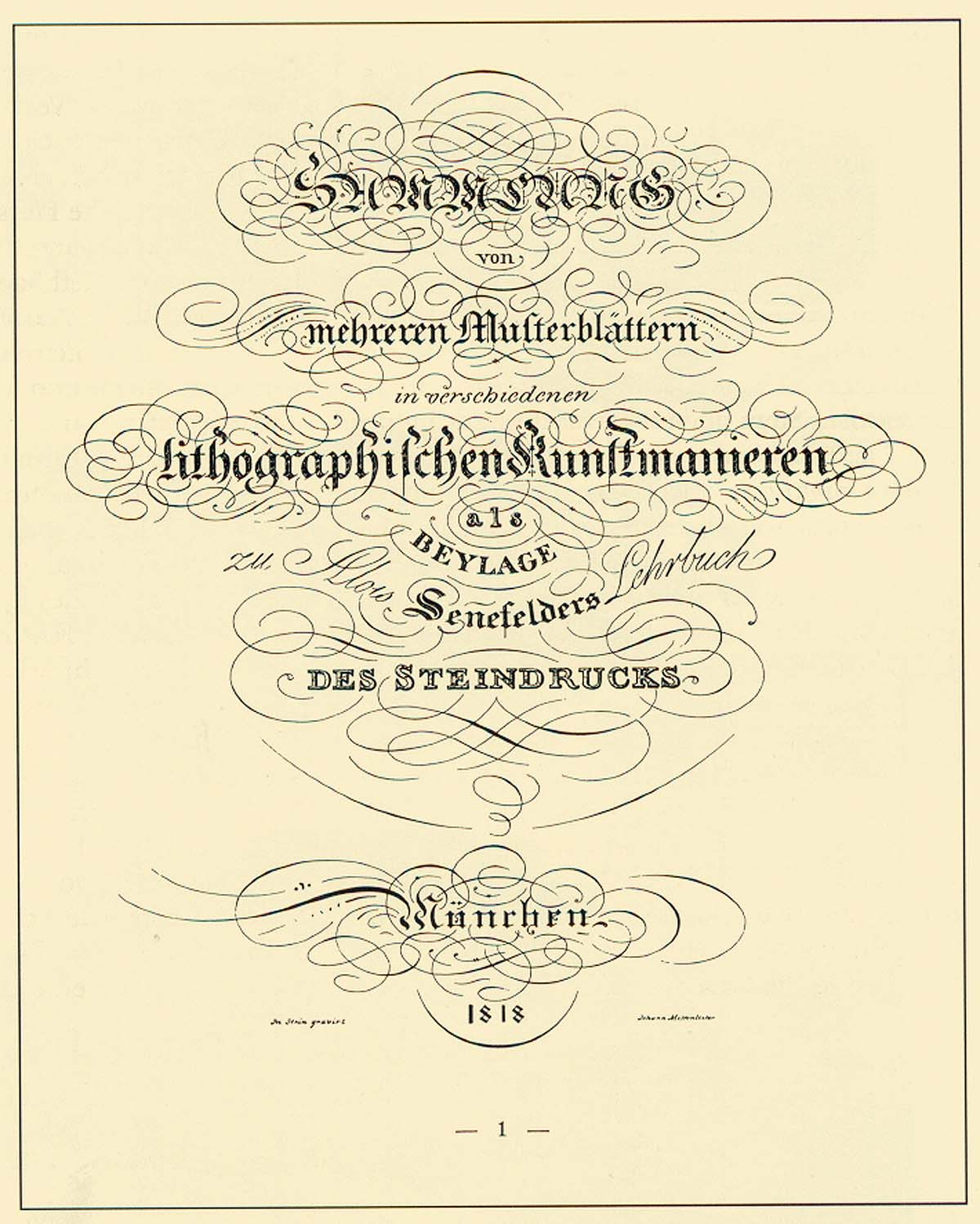
Lithografie in Gravurtechnik

Der Steindruck war im 19. Jahrhundert das einzige Druckverfahren, das größere Auflagen farbiger Drucksachen ermöglichte und basierte auf einer Erfindung von Alois Senefelder aus dem Jahr 1798. Als Druckträger diente ein Kalkschieferstein, der in Solnhofen in Bayern gebrochen wurde.
Die Lehre dauerte in der Regel drei bis dreieinhalb Jahre, an deren Ende die Gesellenprüfung stand. Voraussetzung war, dass der angehende Lithograf zeichnen konnte und eine gute Farbwahrnehmung hatte.
Nach der Lehrzeit als Geselle wurde der Lithograf nach seinen Fähigkeiten und dem Bedarf des Betriebes als Schrift-, Chromo- oder Gravurlithograf beschäftigt. Bei der Lithografie war es nicht möglich, Texte aus dem Buchdruck zu übernehmen, sondern sie wurden manuell seitenverkehrt mit Zeichenfeder und Lithografietusche auf den Stein gezeichnet. Diese Aufgabe wurde von Schriftlithografen ausgeführt, die vorgezeichnete Buchstaben mit großer Akribie auf den Stein übertrugen.
Häufig wurden Texte mit farbigen Bildern kombiniert, so dass der Chromolithograf tätig werden musste. Diesem diente ein gemaltes Bild als Vorlage. Vor der Erfindung des Rasters konnten sogenannte Halbtöne nur mit manuellen Techniken erzeugt werden. Die bekannteste Technik in der Chromolithografie heißt Berliner Manier, bei der der Lithograf kleine Punkte halbkreisförmig aneinandersetzte. Die farbigen Lithografien bestanden häufig aus zwölf und mehr übereinander gedruckten Farben, die sich stark in der Helligkeit unterschieden. So wurde bei den helleren Farben grob punktiert und die Töne sogar vollflächig unterlegt. Die dunkleren, zeichnenden Farben wurden von speziellen Lithografen ausgeführt, die besonders feine Punkte setzen konnten.
Der Gravurlithograf ritzte die Zeichnung mit einer Nadel oder einem Gravurdiamanten in die Steinoberfläche. Die Technik der Steingravur wurde besonders für Visitenkarten, Briefköpfe, Landkarten und Wertpapiere wegen ihrer feinen Linienzeichnung eingesetzt. Gravurlithograf wurden nur die besten Fachleute und hatten ein hohes Ansehen.
In der ersten Hälfte des 20. Jahrhunderts wurden zunehmend Elemente der Fotografie übernommen und es bildete sich die Bezeichnung Fotolithograf. In der Fotolithografie sind drei Verfahrensstufen zu unterscheiden, nämlich die fotografische Aufnahme bzw. Erstellung der Farbauszüge durch den Reprofotografen, die manuelle Korrektur der Farbauszüge und die Übertragung der Aufnahme auf den Stein durch die Steinkopie, beides Aufgaben des Fotolithografen. Häufig wurde der Stein von einem Chromolithografen noch manuell nachbearbeitet. Nachdem der Steindruck in den 1950er Jahren vom Offsetdruck verdrängt worden war, blieb nur noch die irreführende Berufsbezeichnung Fotolithograf, obwohl dieser Beruf inzwischen nichts mehr mit einem Lithografiestein zu tun hatte. Im englischen Sprachraum heißen die in diesem Bereich tätigen Fachleute noch immer lithographer, also Lithograf.

## Geschichte und heutige Situation

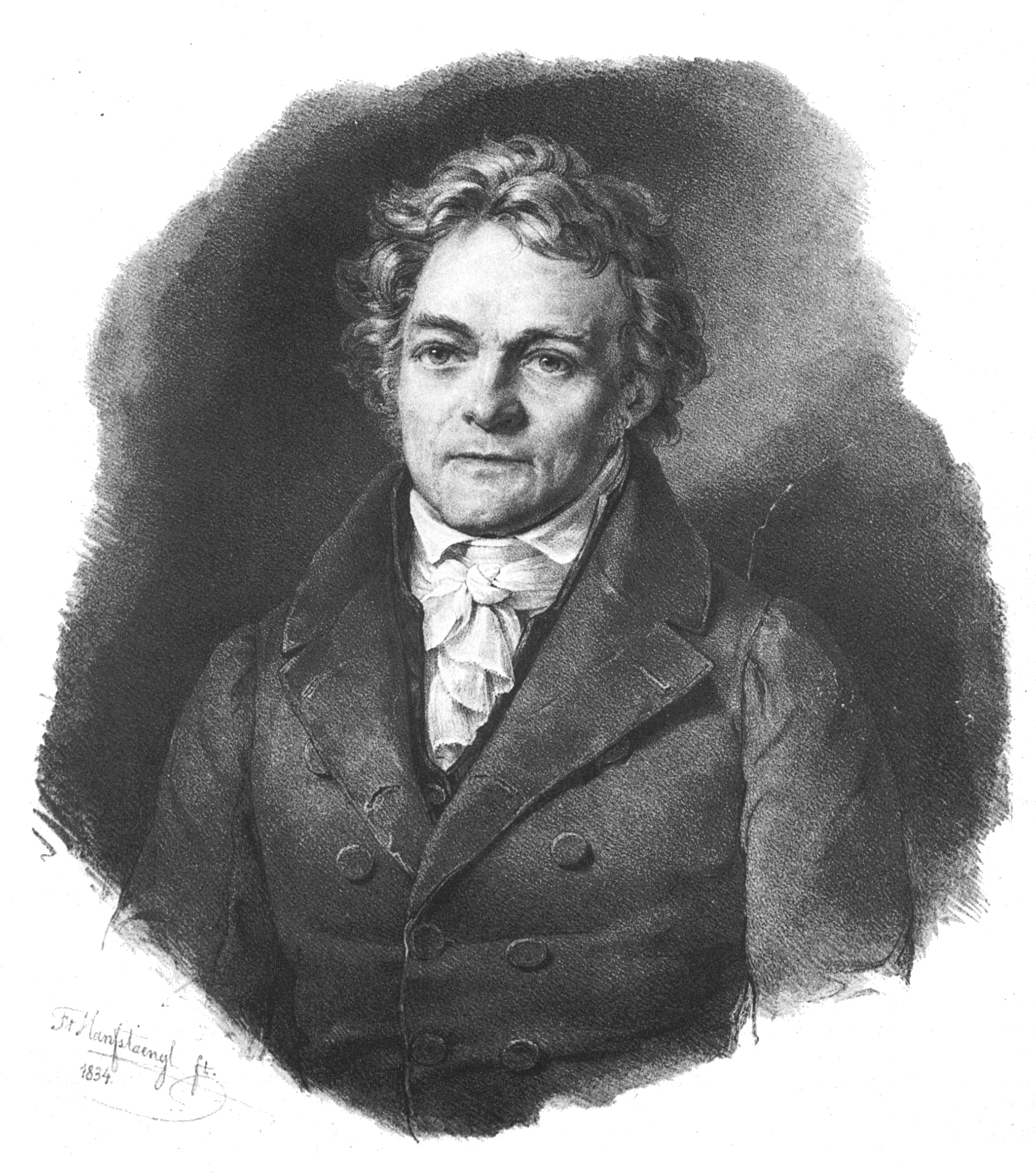
Alois Senefelder, Lithographie

Alois Senefelder gilt als Erfinder des Steindrucks, den er zwischen 1796 und 1798 entwickelte. Er entdeckte die Abstoßreaktion von Fett und Wasser auf dem Stein und entwickelte daraus den Flachdruck. Senefelder nannte sein neues Verfahren Chemische Druckerey und arbeitete bis zu seinem Todesjahr 1836 an der Weiterentwicklung des Steindrucks. Seit 1803 wurde die neue Technik in Frankreich Lithographie genannt. Im Jahr 1804 einigte man sich in München ebenfalls auf die Bezeichnung Lithografie. Zunächst wurde der Steindruck nur für nichtkünstlerische Zwecke wie Text- und Notendruck verwendet.
Schon bald entdeckten Künstler die Lithografie als autonome Kunstform, die es dem Maler und Zeichner erlaubte, den ursprünglichen Charakter der Zeichnung zu bewahren. Auch für die Presse war sie vor der Entdeckung der Fotografie ein geeignetes Medium, um aktuelles Zeitgeschehen bildhaft darzustellen.
1837 ließ sich der deutsch-französische Lithograf Godefroy Engelmann (1788–1839) aus Mülhausen eine farbige Variante der Lithografie unter dem Namen Chromolithografie (Farbsteindruck, Farblithografie) patentieren. Nach Einführung der Steindruck-Schnellpresse um 1871 entstanden große Mengen an farbigen lithografischen Drucksachen, da nun höhere Auflagen möglich waren. Bis in die 1930er Jahre war die Chromolithografie das verbreitetste Verfahren für farbige Illustrationen hoher Qualität und eine entsprechend hohe Anzahl an Lithografen wurde in den Lithografischen Kunstanstalten ausgebildet und beschäftigt. Qualifizierte Lithografen wurden im Vergleich zu anderen Berufsgruppen relativ gut bezahlt und die Ausbildung war sehr begehrt.
Nach der Erfindung der Fotografie und des Glasgravurrasters durch Georg Meisenbach 1881 gab es Versuche, die neue Technik auch in der Lithografie einzusetzen. Aufgrund der differenzierten Tonwertwiedergabe ermöglichte diese neue Technik, die gedruckte Wiedergabe in sechs oder vier Farben anstelle von zwölf oder mehr und war damit bei weitem wirtschaftlicher als die konventionelle Chromolithografie. Zu Beginn des 20. Jahrhunderts entwickelte sich der Beruf des Fotolithografen. Allerdings war um 1906 mit der Erfindung des Offsetdrucks durch Ira W. Rubel aus den Vereinigten Staaten und Caspar Hermann aus Deutschland dem Steindruck ein ernsthafter Konkurrent entstanden. Bis in die 1950er Jahre gab es beide Verfahren nebeneinander, wobei der wirtschaftlichere Offsetdruck kontinuierlich immer mehr Anteile am Druckvolumen übernahm. Die Lehrberufe Lithograf und Steindrucker wurden 1956 aus den Lehrlingsrollen der Industrie- und Handelskammern gestrichen. Seitdem gibt es keine gewerbliche Ausbildung mehr in diesen Berufen. Grundkenntnisse können Interessierte durch ein Studium an Fach- oder Kunsthochschulen erwerben.
Die Nachfolgeberufe hießen Druckvorlagenhersteller und galten für alle Druckverfahren. Die Bezeichnungen waren zwischen der Bundesrepublik und der DDR zum Teil unterschiedlich. So gab in der Bundesrepublik den Druckvorlagenhersteller in den Fachrichtungen Reprofotografie, Reproretusche und Reprovorbereitung. In der DDR hießen diese Berufe Facharbeiter für Satztechnik, Reproduktionstechnik und Druckformherstellung. Ab 2008 heißt der alle Druckverfahren umfassende aktuelle Ausbildungsberuf Mediengestalter mit den Fachrichtungen Beratung und Planung, Konzeption und Visualisierung, sowie Digital und Print.
Es gab nahezu keine weiblichen Lithografen, obwohl es sich um eine körperlich leichte Arbeit handelte. Erst in den 1950er Jahren wurden die ersten weiblichen Lehrlinge ausgebildet, vor allem in der DDR. Der Anteil der Frauen, die als Druckvorlagenherstellerinnen arbeiteten, wuchs in den folgenden Jahrzehnten kontinuierlich. Heute stellen sie als Mediengestalterinnen rund 57 % aller Berufsangehörigen in dieser Branche. Mit diesem Anteil unterscheidet sich dieser Beruf deutlich von den anderen Berufen im IT-Bereich.